# Виктория (жест)

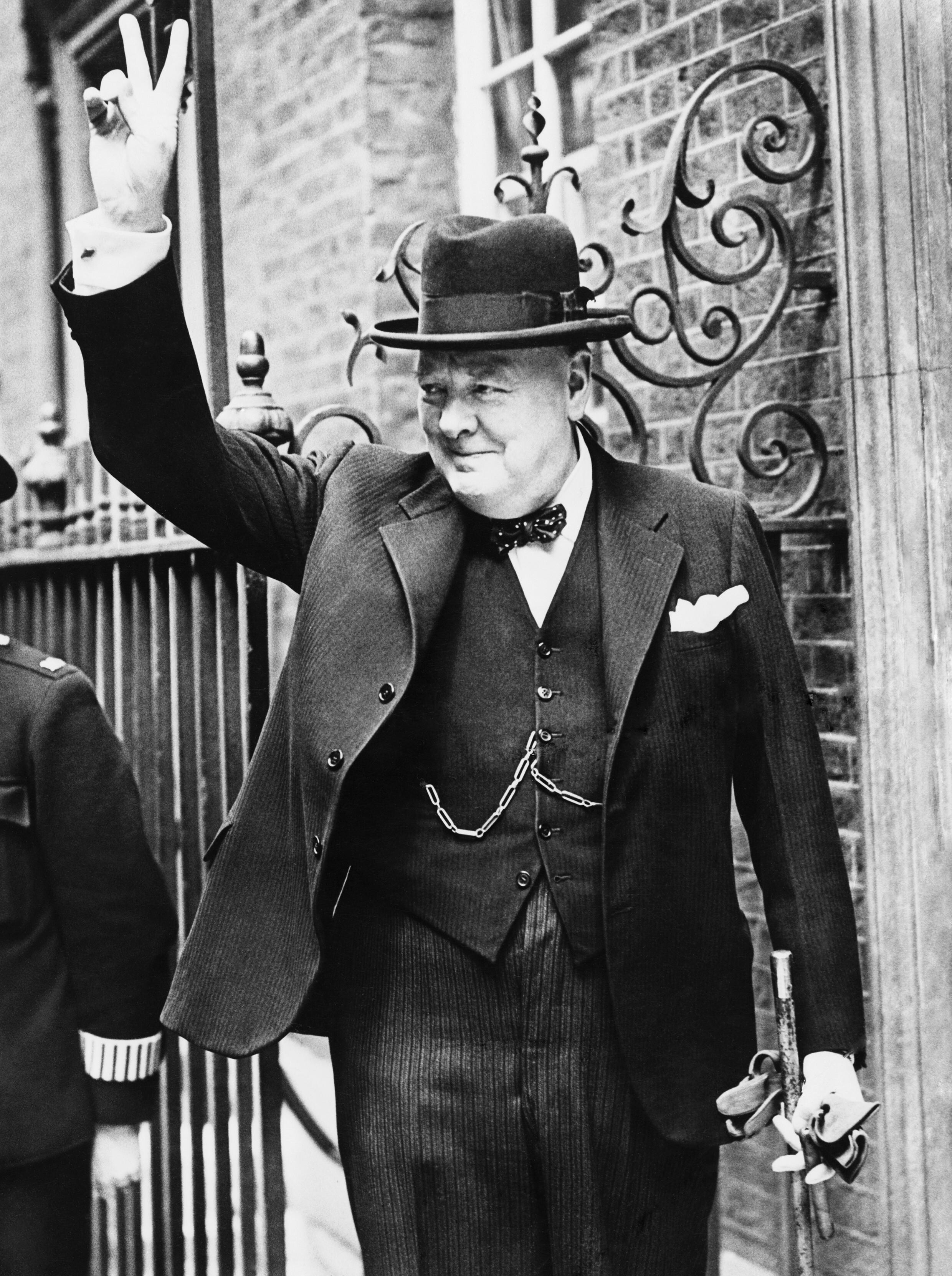
«Виктория» в исполнении Уинстона Черчилля

Викто́рия (символ U+270C ✌ «victory hand» в Unicode) — распространённый жест, означающий победу или мир. 
Знак «Победа» показывается указательным и средним пальцами руки, направленными вверх в форме латинской буквы «V», на чём-либо изображают (рисуют) в виде V.
В Великобритании (там «приветствие победы» распространилось благодаря Уинстону Черчиллю) и Австралии этот знак приобретает оскорбительное значение, если кисть повернута тыльной (внешней) стороной к человеку, к которому обращён жест.

## Грубая версия жеста
В современных англоговорящих государствах и странах похожий жест, демонстрируемый внешней стороной кисти к зрителю, является грубым жестом выражения презрения. «Средневековое» происхождение этого жеста якобы привязано к временам Столетней войны: пленённым английским и валлийским лучникам, наводившим трепет на французов, отрубали именно эти два пальца на правой руке, дабы они не могли в дальнейшем нормально пользоваться луком. Лучники, зная об этом, перед битвой дразнили французов, показывая им целые пальцы — «Бойтесь, враги!».
Также демонстрация обратной стороны жеста может быть оскорбительным приказом заткнуться в смысле замолчать.

## Вторая мировая война
Во время Второй мировой войны этот жест служил символом победы над оккупантами (оккупанты ненавидели этот знак и наказывали тех, кто его рисовал на стенах). Предложил его в июле 1941 года Виктор де Лавелэ, бывший министр юстиции Бельгии и руководитель бельгийской секции вещания Би-би-си. «V» — первая буква слов vrijheid, victoire и victory. В голландском, французском и английском эти слова означают «победа». Знак в скором времени перебрался во Францию. Его код появился и в азбуке Морзе • • • —. Его звучание было похоже на начало Пятой симфонии Бетховена. 19 июля 1941 года Уинстон Черчилль одобрительно отозвался об этой идее в своей речи и с тех пор стал изображать знак V пальцами.